# Lahti (stacja kolejowa)
Lahti (fiń. Lahden rautatieasema) – stacja kolejowa w Lahti, w Finlandii. Budynek dworca pochodzi z roku 1935.